# Louis Pfau
Louis Pfau (* 21. September 1994) ist ein Schweizer Unihockeyspieler auf der Position des Stürmers.

## Karriere

### UHC Waldkirch-St. Gallen
Louis Pfau spielte für die bis zum Ende der Saison 2014/15 für die U21 von Unihockey Luzern.
Nach Ablauf der Saison 2014/15 wurde Pfau vom UHC Waldkirch-St. Gallen unter Vertrag genommen. Nach der Saison, am 30. März 2017, gab der UHC Waldkirch-St. Gallen bekannt, dass Pfau seinen Kontrakt um ein Jahr bis Ende Saison 2017/18 verlängert hat. Am 20. August 2018 verkündete der UHC Waldkirch-St. Gallen, dass der Vertrag mit dem Luzerner nicht verlängert wird.

### Unihockey Limmattal
2018 schloss sich Pfau dem 1.-Liga-Verein Unihockey Limatttal an.